# The Greater Love (film 1911)
The Greater Love è un cortometraggio muto del 1911. Il nome del regista non viene riportato nei credit del film che, prodotto dalla Reliance Film Company, aveva come interpreti Henry B. Walthall, Gertrude Robinson, Mace Greenleaf.

## Trama
In un villaggio di pescatori, Burns e Harris sono innamorati entrambi della bella Rose. Burns, geloso dell'amico che si accorge è il favorito di Rose, istiga i suoi amici a ubriacarlo prima di un appuntamento con la ragazza. Così, quando lei lo vede in quelle condizioni, rivolge le sue attenzioni a Burns. Qualche giorno più tardi, i due si scontrano in un combattimento sulla spiaggia, ma vengono separati dagli amici comuni.
 Imbarcati sulla stessa goletta da pesca, sono sorpresi da una tempesta di cui sono gli unici sopravvissuti, a galla su una zattera. Burns, ormai in preda alla crisi, beve fino all'ultima goccia della preziosa acque che avevano con sé e poi tenta di nouccidere Harris. Questi, davanti alla scelta di uccidere Burns per difendersi o di buttarsi in acqua, sceglie quest'ultima soluzione. Anche se con difficoltà, riesce a tornare a riva. Ma quando racconta la sua storia, non viene creduto ed è apertamente accusato di omicidio. Intanto Burns è stato raccolto in condizioni estreme da un'imbarcazione. Prima di morire racconta l'intera storia e Rose, rendendosi conto di avere così ingiustamente mal giudicato Harris, si reca da lui per implorare il suo perdono. Dalla finestra, lo vede con una pistola in mano. Precipitandosi nella stanza, gli spiega la situazione e Harris, consolato, la prende teneramente tra le braccia.

## Produzione
Il film venne prodotto dalla Reliance Film Company.

## Distribuzione
Distribuito dalla Motion Picture Distributors and Sales Company, il film - un cortometraggio di una bobina - uscì nelle sale cinematografiche degli Stati Uniti il 4 novembre 1911.